# メニルモンタン駅
メニルモンタン駅 (メニルモンタンえき、仏：Ménilmontant) は、フランス・パリの11区と20区の境にあるメトロ2号線 (地下鉄) の駅。

## 概要

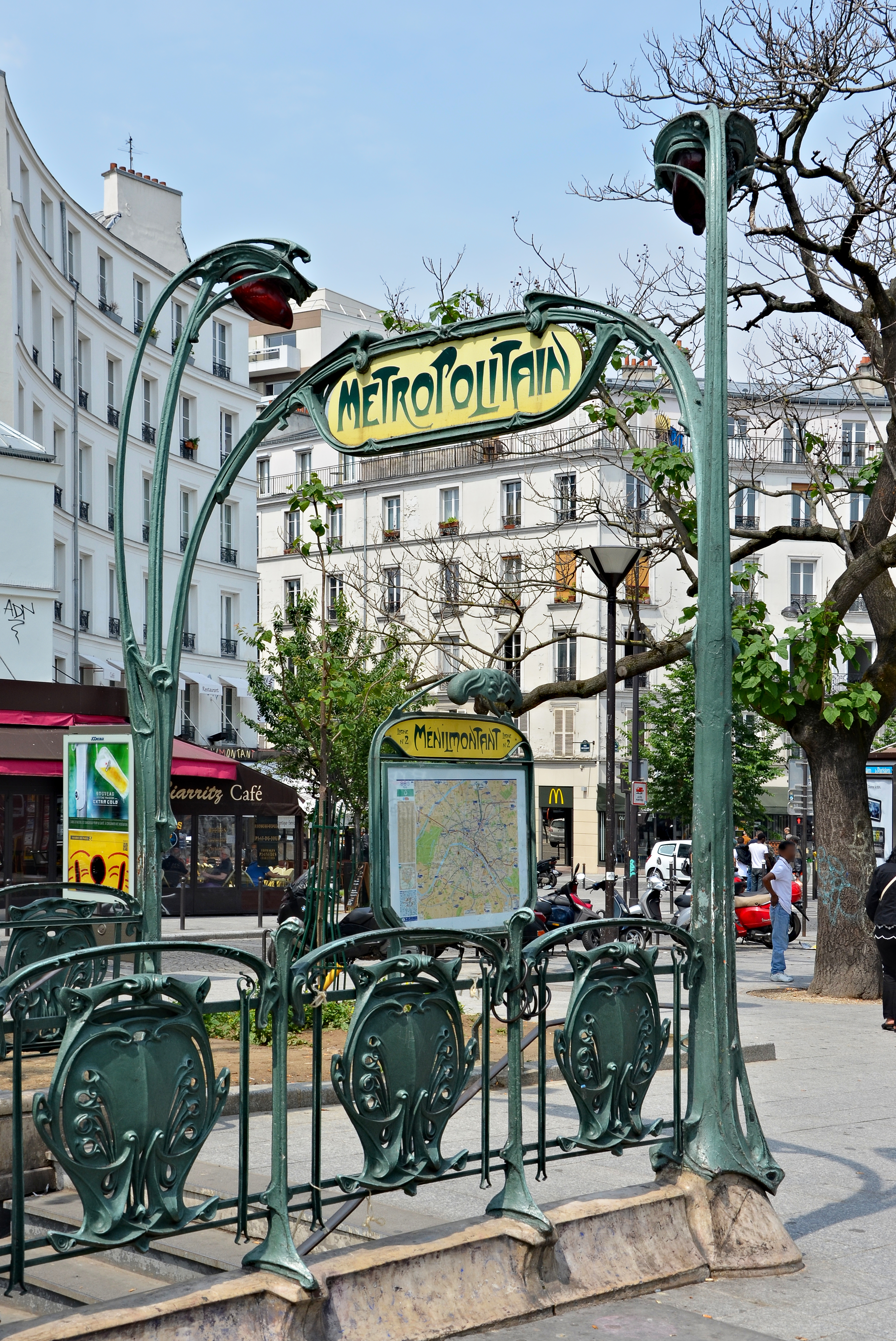
地上口はギマールによるデザイン。

メニルモンタン駅は、パリの地下鉄メトロ2号線の駅。パリ東部の11区と20区の境界に位置しており、ベルヴィル大通りとオベルカンフ通りの交差点付近にある。

## 歴史
1903年1月31日、2号線の駅として開業した。駅名は、駅が存在する地域の名前「メニルモンタン」にちなんで名付けられた。地上の出入り口はアール・ヌーヴォー調で、エクトール・ギマールによってデザインされた。1903年8月10日のパリメトロ火災では、火元となった43列車とそれを移動させるために連結された52列車が火の勢いのために本駅で放棄され、車体は台枠を残して完全に燃え尽きた。この火災による本駅での死者は7名であった。

## 駅構造
相対式ホーム2面2線を有する地下駅。

## 利用状況
2011年に本駅からメトロを利用したのは4,294,888人 であった。また2013年には4,316,980人で、これは全メトロ駅中で112位の乗車数であった。

## 駅周辺
- エディット・ピアフ博物館 （Musée Édith-Piaf）
- ノートル＝ダム・ド・ラ・クロワ教会 （Église Notre-Dame de la Croix）

## ギャラリー

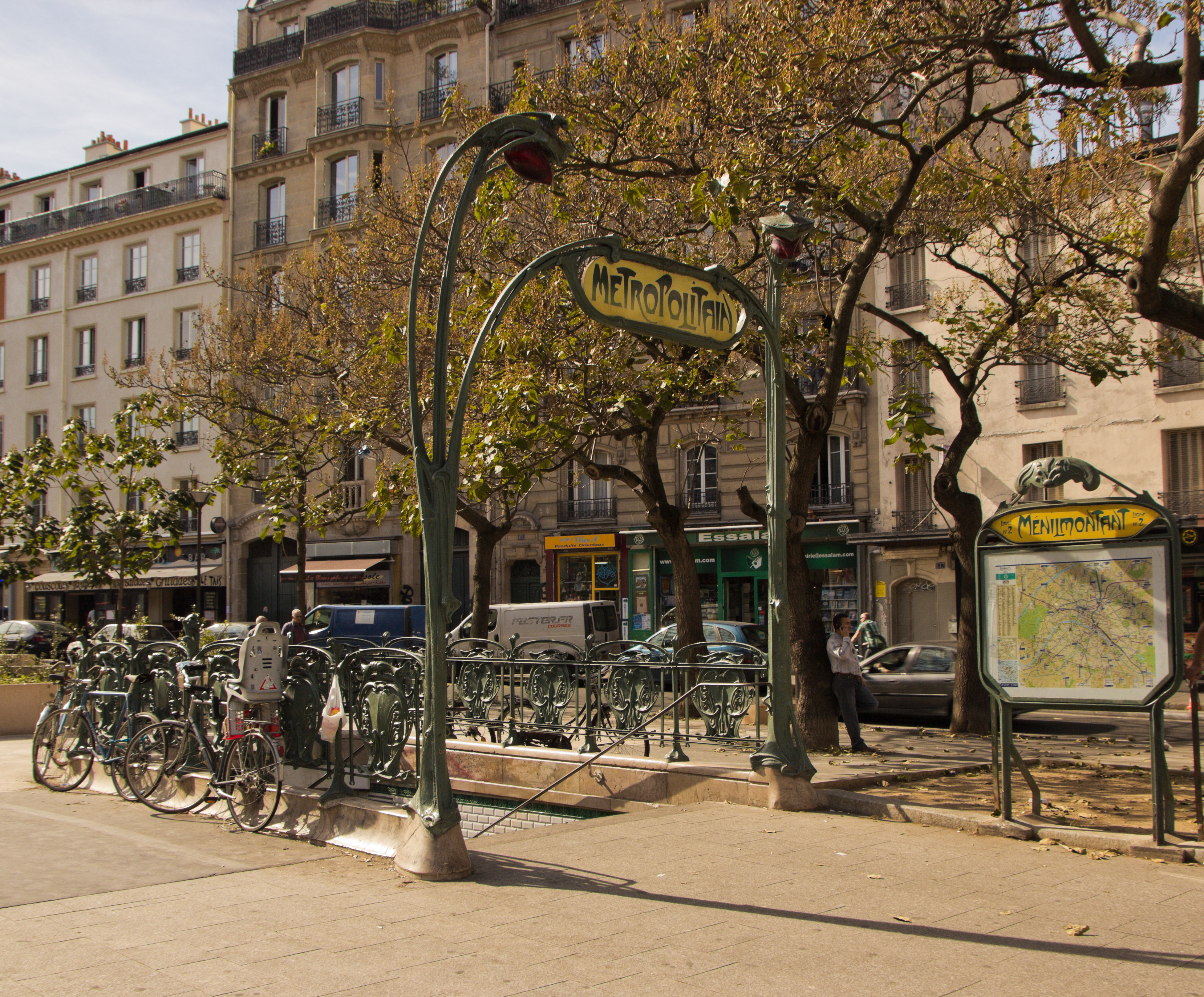
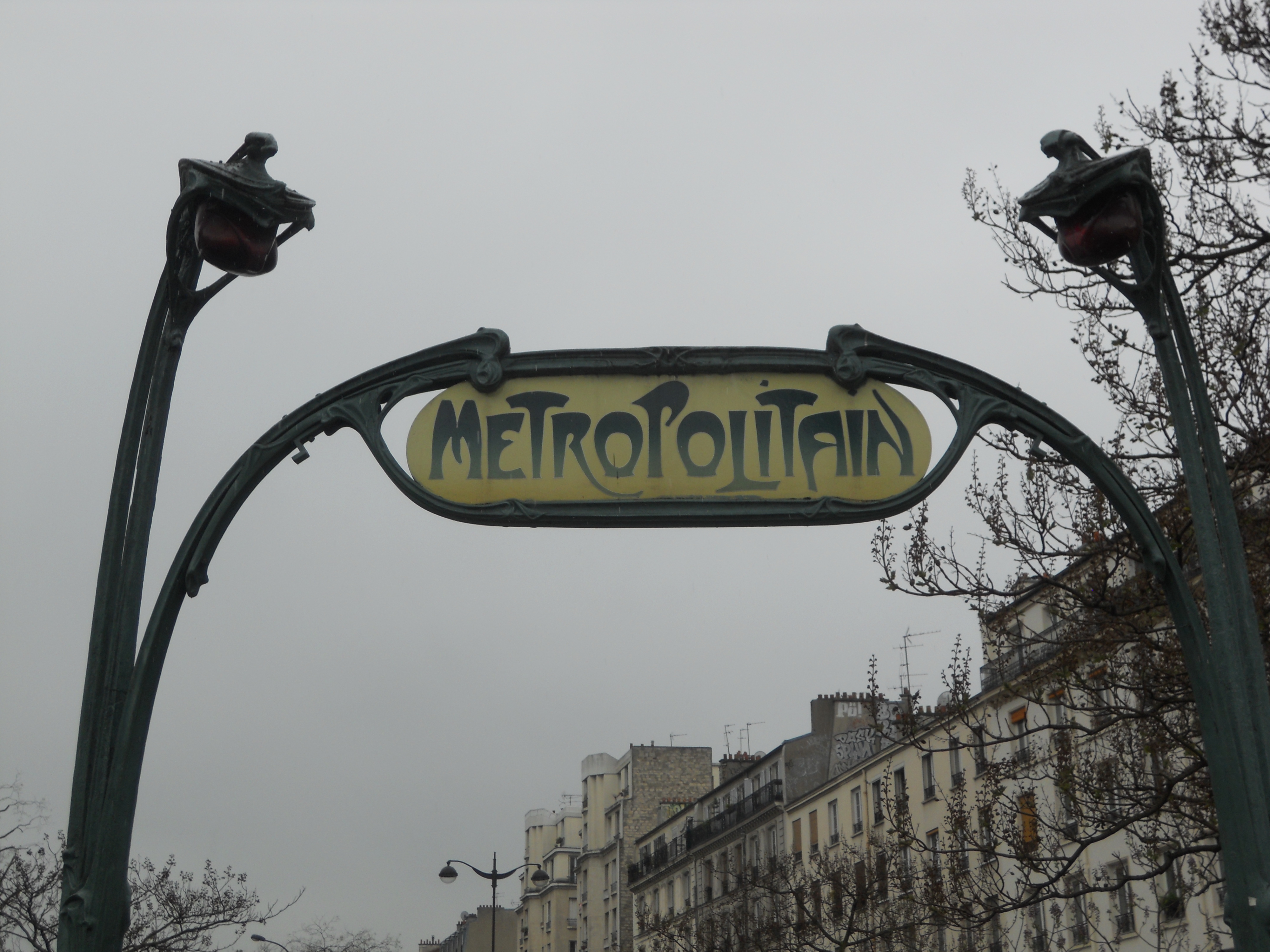
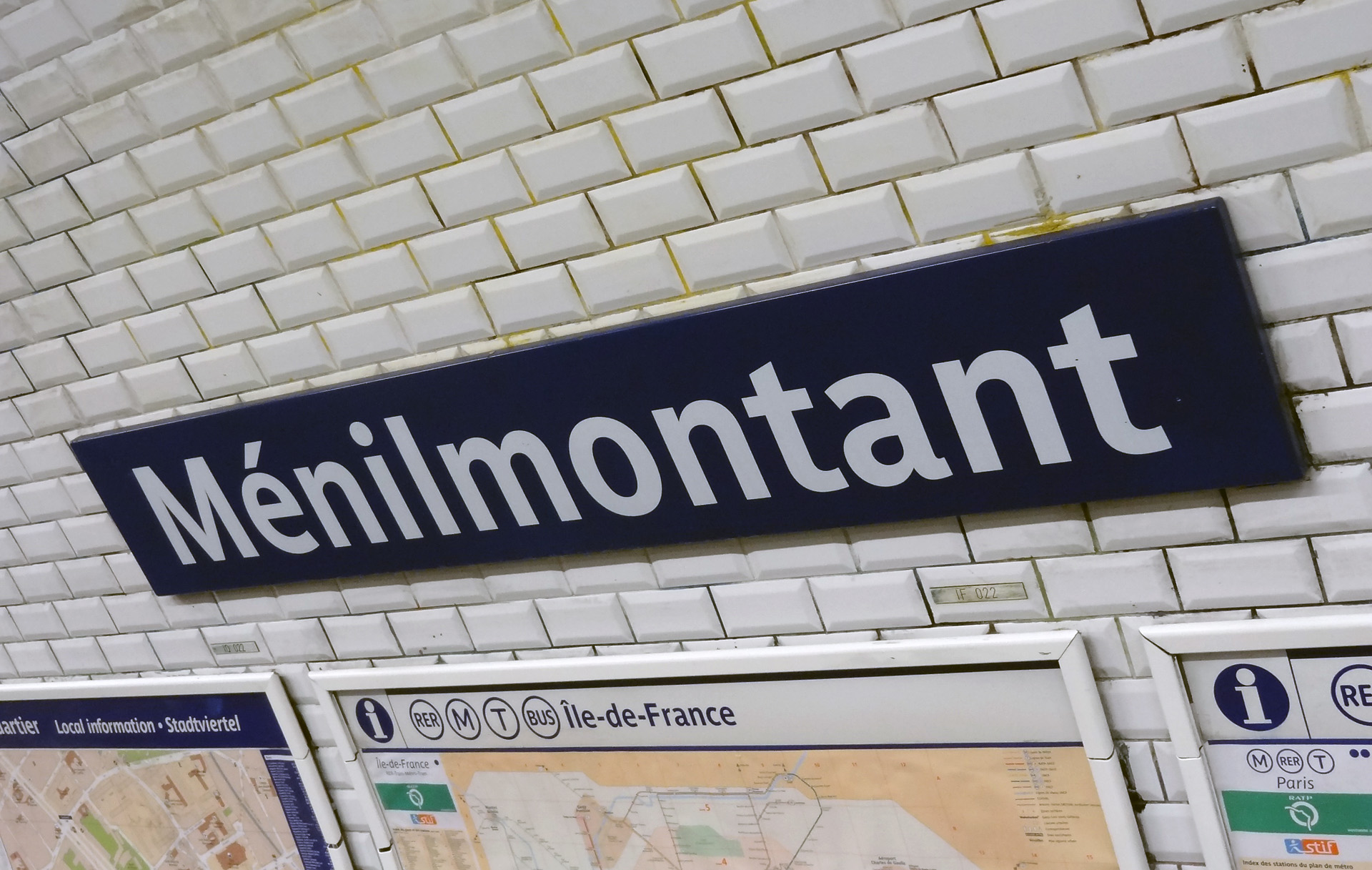
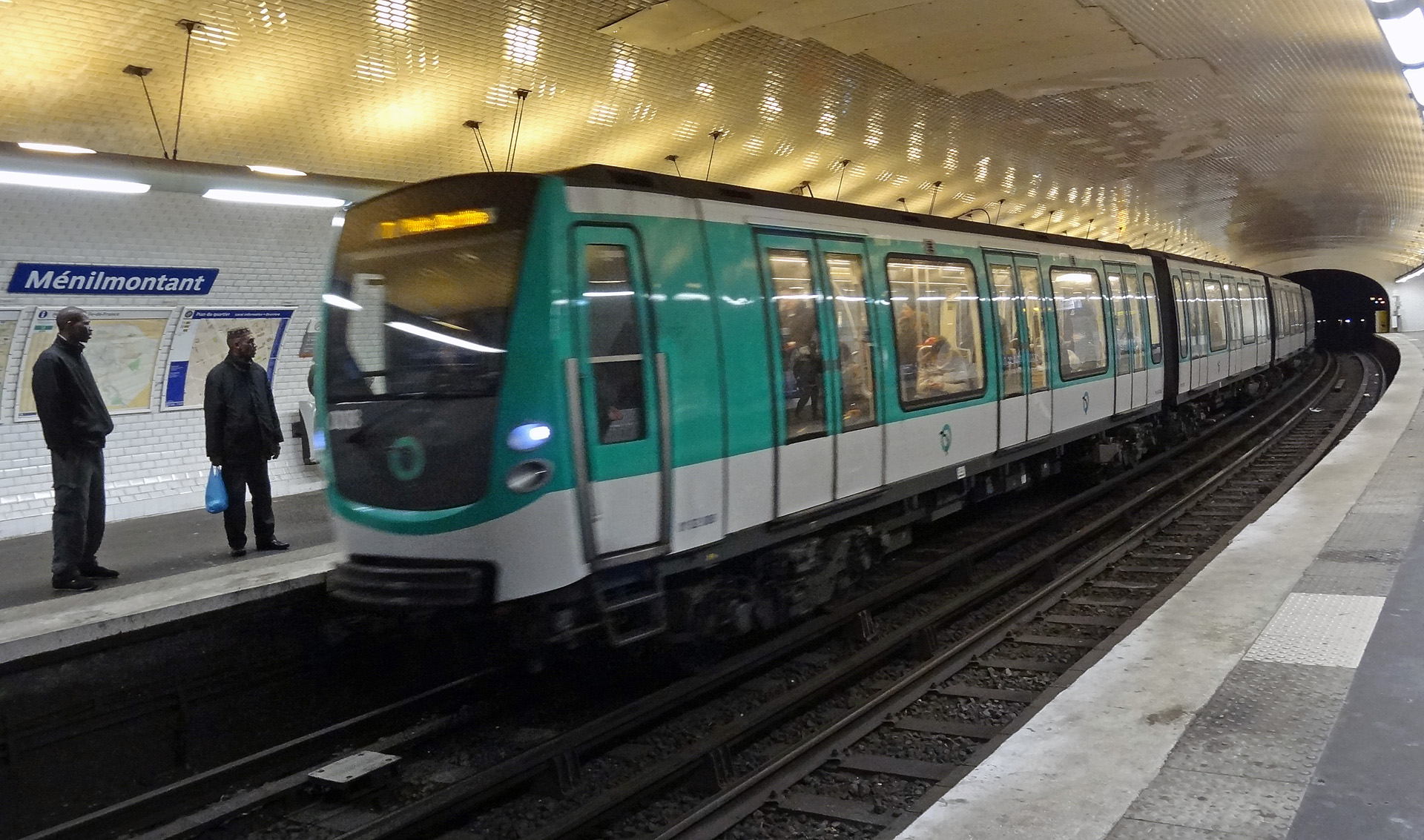

## 隣の駅
パリメトロ
■2号線
クロンヌ駅 （Couronnes） - メニルモンタン駅 - ペール・ラシェーズ駅 （Père Lachaise）